# Nikolaj Sergeevič Zverev
Nikolaj Sergeevič Zverev, in russo Николай Сергеевич Зверев? (Volokolamsk, 1832 – Mosca, 30 settembre 1893), è stato un pianista e insegnante russo.

## Biografia
Non sono reperibili, al momento, fonti documentarie precise per la data di nascita di Nikolaj Zverev, né per la data di morte poiché gli atti anagrafici dell'impero zarista delle famiglie nobili, così come le documentazioni delle chiese ortodosse della Metropolia russa, furono bruciate nei giorni della rivoluzione d'ottobre. Tuttavia, se le fonti documentarie anagrafiche sono incomplete, la tradizione orale degli allievi di Zverev (in particolar modo di Aleksandr Skrjabin e Sergej Rachmaninov) possono essere reputate attendibili. Di nobile stirpe e appartenente a una delle casate aristocratiche più influenti della Russia zarista, mentre studiava matematica e fisica all'Università imperiale di Mosca, seguiva da privatista le lezioni di pianoforte di Alexander Dubuque (1812–98). La famiglia gli vietò sempre di intraprendere la “disonorevole” carriera pianistica, ma nonostante questo Nikolaj Sergeevič Zverev, pur non entrando in conservatorio, continuò lo studio privato del pianoforte con Adolf von Henselt.
Ascoltato in un memorabile concerto (talmente ostacolato in tutti i modi dalla sua famiglia tanto che Zverev fu cacciato di casa per disonore nello stesso giorno della performance) da Nikolaj Rubinštejn, il grande didatta russo impressionato dalla sensibilità e nobiltà pianistica del giovane Zverev, gli chiese di diventare insegnante al Conservatorio di Mosca. Nikolaj Zverev si dedicò in modo assoluto all'insegnamento che diventò una vocazione prioritaria e assolutamente fagocitante tutti gli aspetti vitali, compreso il matrimonio e la vita familiare. Ospitò gratuitamente nella sua abitazione giovani studenti meritevoli, ma con pochi mezzi; fu l'insegnante dei più grandi pianisti russi della fine ottocento e inizio del novecento dello scorso millennio: Aleksandr Il'ič Ziloti, Sergej Rachmaninov, Aleksandr Skrjabin, Konstantin Igumnov, Aleksandr Gol'denvejzer. Nel suo metodo d'insegnamento seguiva le tendenze stilistico-musicali di Pëtr Il'ič Čajkovskij, Aleksandr Taneev, Anton Arenskij, Anton Rubinstein, Vasilij Safonov.
Didatticamente Zverev aveva una visione olistica e interdisciplinare della musica pianistica e, proprio per questo, pose le basi della didattica pianistico-culturale (interdisciplinarità tra musica, letteratura, arte figurativa, coreutica e drammaturgica). Confortato e accudito con affetto riconoscente da parte di tutti gli allievi che aveva cresciuto al Conservatorio di Mosca, si spense all'età di 61 anni il 30 settembre del 1893.

## Impatto culturale
Nel clima raffinato e d'élite dell'impero zarista, Zverev, con le sue scelte e inclinazioni, osò mettere in discussione i presupposti del Regime di Nicola I, che dopo la rivolta dei Decabristi, instaurò un vero e proprio corpo segreto di polizia (la Terza Sezione con lo scopo di controllare la vita sociale e politica). Zverev proprio in un clima inquisitorio, pose le basi del pianismo russo. La "guardia personale" di Nicola I partecipava e interveniva violentemente ad ogni manifestazioni culturale, letteraria, musicale e artistica di tendenza occidentalizzante (Dostoevskij, Gogol', Puškin e Turgenev furono perseguitati proprio per le loro inclinazioni e scelte di pensiero). Pur se di nobile famiglia, anche Zverev fu avversato dalla polizia di Nicola I e dei suoi successori. La scelta di intraprendere, per un giovane di nobili casate, l'attività pianistica significava, di fatto, rompere con gli schemi sociali imperiali.